# Impacto ambiental do transporte

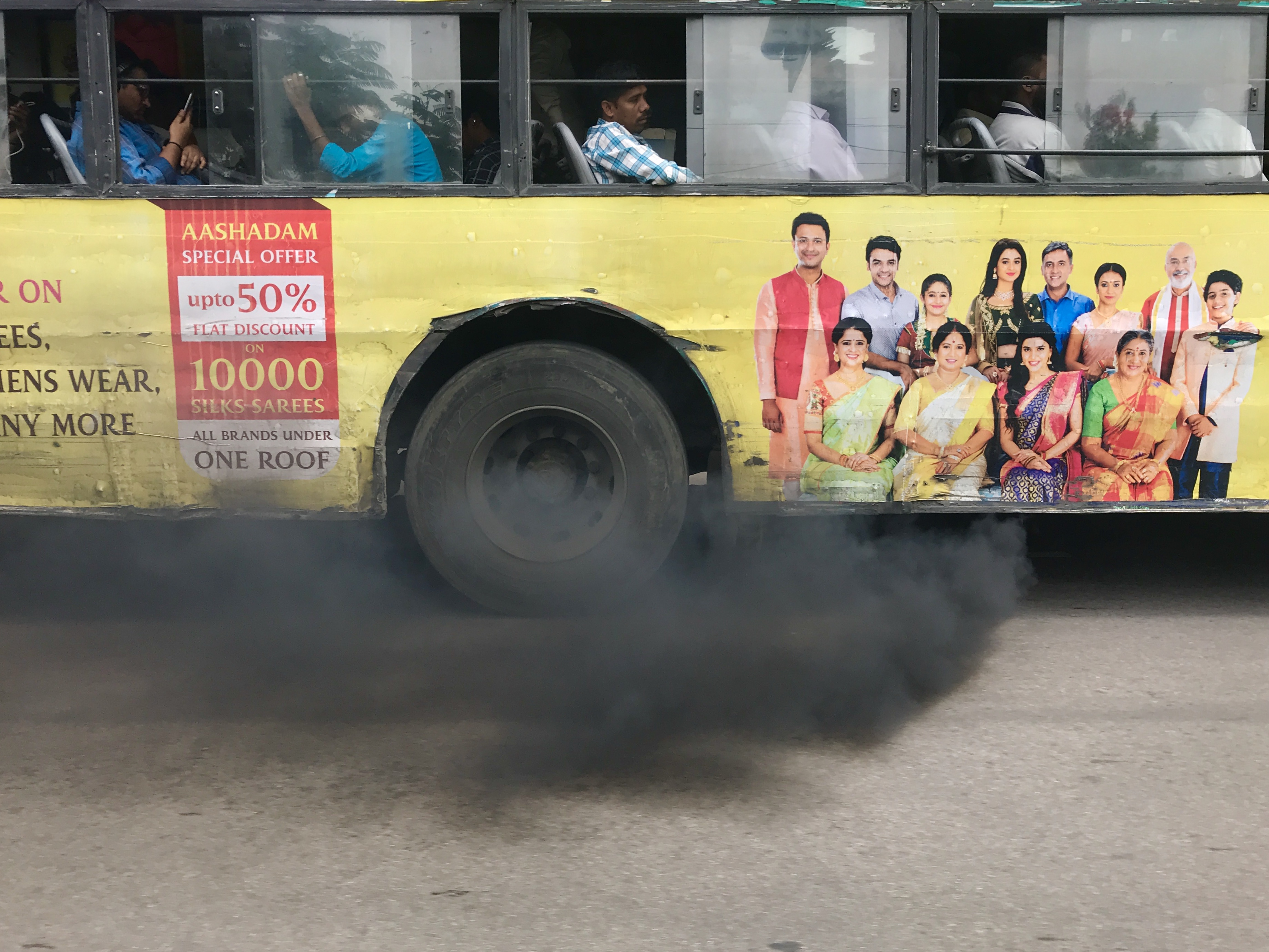
Ônibus expelindo através do escapamento gases derivados do monóxido de carbono.

Os efeitos ambientais do transporte são significativos pois o transporte é um grande consumidor de energia e queima a maior parte do petróleo do mundo. Isso cria poluição do ar, incluindo óxidos nitrosos e partículas, e contribui significativamente para o aquecimento global através da emissão de dióxido de carbono. Dentro do setor de transporte, o transporte rodoviário é o maior contribuinte para o aquecimento global.
As regulamentações ambientais nos países desenvolvidos reduziram a emissão dos veículos individuais (carros de passeio em geral). No entanto, isso foi contraposto por um aumento no número de veículos que usam combustíveis fósseis em circulação e pelo aumento do uso destes (um efeito conhecido como paradoxo de Jevons). Soluções para reduzir as emissões de carbono dos veículos têm sido bastante estudadas. O uso de energia e as emissões variam amplamente entre os modos, fazendo com que os ambientalistas exijam uma transição do transporte aéreo e rodoviário para o transporte ferroviário e movido a tração humana e que a eletrificação do transporte e a eficiência energética sejam subtancialmente aumentadas.
Outros impactos ambientais dos sistemas de transporte incluem o congestionamento do tráfego e a expansão urbana orientada para o automóvel, que pode devastar o habitat natural e as terras agrícolas. Ao reduzir as emissões do transporte, prevê-se que haverá efeitos positivos significativos na qualidade do ar da Terra, redução da chuva ácida, menor poluição atmosférica e mudanças climáticas atenuadas. Os efeitos do transporte na saúde incluem poluição sonora, emissões de monóxido de carbono, efeito Smog e múltiplas doenças respiratórias.
Enquanto os carros elétricos estão sendo construídos para reduzir a emissão de CO2, uma abordagem que está se tornando popular entre as cidades em todo o mundo é priorizar o transporte público, bicicletas e caminhadas. Algumas polícias estão cobrando uma taxa de congestionamento para carros que trafegam em áreas engarrafadas durante o horário de pico.